# Jászi Oszkár
Jászi Oszkár (született Jakubovits Oszkár) (Nagykároly, 1875. március 2. – Oberlin, USA, 1957. február 13.) társadalomtudós, szerkesztő, politikus, a Magyar Nemzeti Tanács tagja, a Károlyi-kormány nemzetiségi ügyekkel megbízott tárca nélküli minisztere, majd emigráns politikus, egyetemi tanár. A liberalizmus elvein és társadalmi, politikai és nemzetiségpolitikai reformelképzeléseken alapuló radikális rendszerkritikával bírálta a korabeli Magyarország viszonyait. A konföderáció eszméjére alapuló nemzetiségi politikája és demokratikus eszmerendszere minden autokratikus huszadik századi magyar rezsim ellenségévé tette.

## Családja és tanulmányai
Középosztálybeli zsidó családban született, apja, Jászi Ferenc (1838–1910) szabadgondolkodó orvos, publicista; édesanyja Liebermann Róza (1854–1931) édesapja második felesége volt. A zsidó hagyománytól és vallástól rég elszakadt család 1881-ben a keleti országrészben elterjedt református vallásra tért át. A család is ebben az évben változtatta a nevét Jakobuvitsról Jászira. Jászi egész életében híve maradt a zsidó asszimilációnak és a vallási türelemnek. Testvérei voltak: Jászi Viktor (1868–1915) jogász, a Debreceni Református Kollégium tanára, majd a Debreceni Egyetem professzora; Jászi Alice (1877–1935) táncművész. 1913 és 1918 közt Lesznai Anna (1885–1966) írónő és iparművész volt az első felesége.
Gimnáziumi tanulmányait 1884 és 1892 között kitűnő eredménnyel végezte el a nagykárolyi piaristáknál, ahol  többek között a Kölcsey önképzőkör elnöke volt. Tizenhét évesen iratkozott be a budapesti egyetem állam- és jogtudományi karára, ahol 1896-ban doktorált, majd a Földművelésügyi Minisztériumnál vállalt állást. 1906-tól csak tudományos és politikai törekvéseinek élt.

## Huszadik Század
Két egyetemi tanára, Pulszky Ágost és Pikler Gyula körül alakult ki az a szellemi kör, amely a modern társadalomtudományi gondolkodás, a szociológia módszereit és szempontjait magáévá téve fordult szembe a nemzeti historizmus történet- és társadalomszemléletével. 1900-ban Jászi e kör tagjaként egyike volt a Huszadik Század című társadalomtudományi folyóirat megalapítóinak, s hamarosan a lap két évtizeden át meghatározó szerkesztőjévé és szerzőjévé vált. Tagja volt az 1901-ben Pulszky Ágost elnökletével megalakult Társadalomtudományi Társaságnak is.
A Huszadik Század szerkesztése mellett megindította a Társadalomtudományi Könyvtár című sorozatot és megszervezte a Társadalomtudományok Szabad Iskoláját. A korabeli közállapotokat bírálva mindenekelőtt az általános és titkos választójog és a földreform mellett, illetve a magyar nyelv használatát előtérbe helyező magyarosítás ellen érvelt. „Az anyanyelvükön élő és boldoguló népmilliók gazdagodása és kultúrája jogot és kenyeret adna nemcsak elmaradt nemzetiségeinknek, hanem az ipar, a műveltség és a szabadság nem is sejtett fokára emelné az egész magyar államot és biztosítaná függetlenségét minden külpolitikai komplikációval szemben” – írta.

## Polgári radikalizmus
A Huszadik Század és a Társadalomtudományi Társaság élesen rendszerkritikus, demokrata, liberális köreiből formálódott a „polgári radikalizmus” eszmei és politikai irányzattá 1906 derekára. A folyóirat 1907. januári számának élére írt programadó cikkében (Az új Magyarország felé) Jászi olyan radikális függetlenségi politikát körvonalazott, amely megteremti a (Monarchiával szembeni) gazdasági önállóságot, az önkormányzatokat, a közoktatási reformot, az egyházi birtokok szekularizációját, a teljes gondolat-, sajtó-, gyülekezési és sztrájkszabadságot, továbbá szakít a kisebbségek magyarosításával és azon lesz, hogy lehetetlenné tegyen minden nacionalista izgatást. A polgári radikális és szociáldemokrata értelmiségiekkel együtt ő is részt vett előadóként az 1908-ban létrejött Galilei Kör rendezvényein. 1914. június 6-án Budapesten megalakult az Polgári Radikális Párt, amelynek Jászi lett az elnöke. A párt nagyváradi alakuló gyűlésére írta az elnöki tanács tagjává választott Ady Endre a Várnak a táborozók című versét.

## Háború és őszirózsás forradalom
Az 1914. június 28-ai szarajevói merénylet után a háborús hisztéria közepette Jászi amellett érvelt, hogy nem a fegyveres bosszú, hanem „az általános választójog és a demokratikus népállam gondolatának” kellene felerősödnie. A háború kitörése előtt azt írta Adynak: „Ha valami csoda nem jön, a világtörténelem legnagyobb katasztrófája előtt állunk.” 1915 őszétől 1917 derekáig maga is haditudósítóként járta a frontokat.
1918 októberében, az őszirózsás forradalom előtt részt vett a Magyar Nemzeti Tanács megalakításában, majd a Károlyi-kormány nemzetiségi ügyekkel megbízott tárca nélküli minisztere lett. Megbeszéléseket folytatott az ország nemzeteinek/nemzetiségeinek képviselőivel. Az elszakadásra készülő nemzetiségi vezetőknek Magyarország „Keleti Svájccá” alakítását, vagyis föderalizálását ajánlotta. A Magyarországot alkotó nemzetiségeknek, így a ruszinoknak, németeknek, szlovéneknek olyan jogokat kívánt biztosítani, amelyekben autonóm entitásokat hozhatnak létre. Ennek megfelelően mondták ki a nemzetiségileg rendkívül sokszínű Bánságban a Bánáti Köztársaságot, melyet a szerb-francia csapatok lerohantak, majd Románia és Szerbia osztotta föl, továbbá tervezték nyugaton a Vendvidéken ún. Szlovenszka krajina létrehozását, ami végül inkább a Szlovén–Horvát–Szerb Állam részét képező Szlovéniával egyesült (ezzel kapcsolatban Jászi muraközi-vendvidéki közös autonómia létrehozását javasolta a terület kis mérete okán). A felvidéki szlovák és ruszin önkormányzat kialakítását is célul tűzte ki, ahol Slovenská krajina és Ruska krajina néven alakítottak volna entitásokat, de ez sem sikerült.– A Károlyi Mihály miniszterelnök vezette kormányküldöttség tagjaként Belgrádban részt vett a belgrádi egyezmény aláírását megelőző tárgyalásokon. A kormány által kezdeményezett, és Erdély szempontjából meghatározó jelentőségű, a Román Nemzeti Tanács vezetőivel folytatott aradi tanácskozások (1918. november 13–14) irányítója volt. – Törekvései kudarccal jártak, ezért 1919. január 19-én lemondott. Jászi Károlyi legfőbb külpolitikai tanácsadója is volt, 1919 tavaszán a Külügyi Tanács elnökévé is kinevezték.

## Emigráció
Jászi a Károlyi-kormány bukása után hatalomra került Tanácsköztársaságot „új középkornak” nevezte, s bizonyos volt abban, hogy a bolsevik diktatúrát fehérterror követi majd. 1919. április 30-án elhagyta az országot, és Bécsben telepedett le. Épp olyan élesen támadta a tanácsköztársaságot, mint a rá következő Horthy-rendszert, és sokáig bizakodott abban, hogy rövid időn belül az utóbbi is megbukik, s ismét az őszirózsás forradalom demokratizmusa lehet úrrá az országban. Ez nem következett be, őt magát pedig a budapesti egyetem 1920-ban megfosztotta professzori címétől, s a Horthy-korszak hatóságai mindvégig legfőbb ellenségeik közt tartották számon.
1925-től 1942-es nyugdíjazásáig az Egyesült Államokban volt az Ohio állambeli Oberlin College politológiaprofesszora. Évente látogatott Európába, de Magyarországra nem is próbált beutazási engedélyt kérni. A második világháború után egy ideig abban bízott, hogy a szovjet katonai jelenlét dacára lehetővé válik Magyarország demokratizálódása és a dunai népek összefogása, de amikor 1947-ben Budapestre látogatott, be kellett látnia e remény hiábavalóságát.
Károlyi Mihállyal való politikai egyetértése, amely az őszirózsás forradalmat megelőzően és a Károlyi-kormány idején teljes volt, az emigrációban egyre inkább megbomlott. Jászi igyekezett hozzájárulni Károlyi forradalomban játszott szerepének tisztázásához, az őt ért rágalmak szertefoszlatásához, de élesen szembefordult a bolsevizmussal, és egyre keserűbben szemlélte Károlyi rokonszenvét a szovjet rendszer iránt. 1948-ban végül, Károlyinak a magyar kommunisták mellett vállalt szerepe miatt hosszú időre felfüggesztette vele barátságát. Levelezésük hangvétele csak később enyhült, s mint L. Nagy Zsuzsa Jászi amerikai irathagyatékát áttekintő tanulmányából kiderül, Jászi halála előtt Károlyi életrajzát kezdte el írni, amelyből csak néhány fejezet vázlata készült el.
1956 októberében már súlyos beteg volt, a forradalom hírei nem juthattak el tudatáig.

## Szabadkőműves pályafutása
Jászi 1906-ban már ismert teoretikusként lépett be a szabadkőművességbe (Demokratia páholy) és annak radikális irányvonalát szerette volna megerősíteni. Páholyából 1908-ban kilépett, hogy másokkal együtt megalapíthassa a radikális Martinovics-páholyt, amelyben 1911-ben főmesterré választották. Ennek a páholynak lett – Jászi hívására – barátja, Ady Endre is a tagja. Jászi a Martinovics-páhollyal és a többi radikális páhollyal együtt próbálta a szabadkőművesség egészét progresszívabb irányba fordítani. Küzdöttek a szekularizáció, az általános és titkos választójog szabadkőművesi programponttá emelése érdekében. Ennek érdekében terelték egyre radikálisabb irányba a szabadkőműves Világ című újságot is. Ekkor még bizakodó volt:
Midőn tehát a Martinovics-páholy vezetésére vállalkoztam, ezt abban a meggyőződésben teszem, hogy a szabadkőművesség fontos és számottevő eszköze lehet Magyarországon az emberi haladásnak.…
Jásziék csalódtak a magyar szabadkőművességben politikailag: a szövetség nem tette magáévá a radikalizmus eszméit, nem vált a társadalmi haladás magyarországi zászlóvivőjévé; s a Martinovics-páholy szándéka a szövetség progresszív intézmények iránti anyagi támogatását illetően is csak részlegesen vált valóra. A Magyar kálvária magyar föltámadás című könyvében keserűen emlékezett meg a korabeli magyar szabadkőművesség opportunizmusáról.
a kőmívesség nagy többsége legföljebb rokonszenvezett a modern demokrácia törekvéseivel, de azokért igazi áldozatokat hozni sohasem mert. Egy nagyon kiváló, de nagyon kicsiny, művelt, bátor és áldozatkész kisebbség mellett, az átlag szabadkőmíves-vezér típusa mindvégig az a középszerűen szavaló és jóétvággyal „vakoló" (vacsorázó) lelkes közéleti férfiú maradt, aki ugyan merészen ágált a „sötétség hatalmasságai" ellen a páholyműhelyeknek a nyilvánosságtól elzárt félhomályában, de aki - ha a helyzet komolyra vált - alázattal félreállt a mindenkori főispánok és államtitkárok egyetlen kézlegyintésére. 
1947. őszi hazalátogatása során, a páholyában több mint félezres hallgatóság előtt mondott beszédet.

## Emlékezete

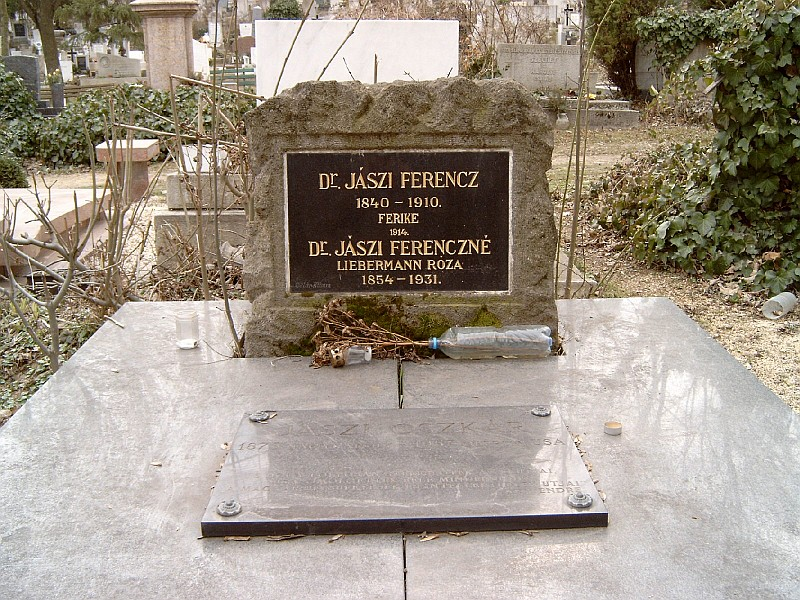
Jászi Oszkár sírja Budapesten. Farkasréti temető: 8/2-1-45/46

Tisztelői 1989-ben kezdeményezték a Jászi Oszkár Külpolitikai Társaság létrehozását, amely hivatalosan 1991 januárjában alakult meg. A Társaság rendszeresen megemlékezéseket szervez Jászival kapcsolatosan: mind tudományos tanácskozásokat, mind civil rendezvényeket.
1991-ben valósulhatott meg végakarata, amelynek értelmében hamvait hazahozták Oberlinből, és szülei farkasréti sírjában, magyar földbe temették. A szertartáson méltatta a köztársasági elnök és az országgyűlés elnöke is. Szüleivel közös sírboltban nyugszik.
Sírfelirata: „S hogy folyósan szélesedtek az ő utjai, ugy ömölgettek felé mindenünnen a magyar becsületesek és intellektuelek utjai.” (Ady Endre)
A Jászi által alapított, 1950-ben betiltott Martinovics szabadkőműves páholy 1956 augusztusban Párizsba "emigrált" (párizsi magyar emigránsok működtek benne tagként) , ezért az 1992-ben hagyományait követő Budapesten újraalakult páholy, nem a Martinovics hanem Jászi Oszkár nevét vette fel. A Jászi Oszkár páholy a mai napig is működik, a Magyarországi Nagyoriens Szabadkőműves Nagypáholy egyik páholyaként.  

## Műveiből
- Jászi Oszkár műveinek válogatott bibliográfiája – Jászi Oszkár Társaság – Hozzáférés ideje: 2012. november 20.
- Jászi Oszkár bibliográfia – Szerkesztette: Gyurgyák János és Litván György – MTA Történettudományi Intézete, Budapest, 1991, 166 o. – ISBN 963-8311-79-7
- Jászi Oszkár naplója 1919–1923 – sajtó alá rendezte Litván György – MTA Történettudományi Intézete, Budapest, 2001, 415 o. – ISBN 963-8312-75-0
- Válogatott levelei – összeállította, jegyzetekkel ellátta: Litván György és Varga F. János – Magvető Kiadó, Budapest, 1991, 624 o. – ISBN 963-14-1687-9 – Hozzáférés ideje: 2012. november 20.
- Görgey Arthur 1848-49-ben : a történelmi kritika eredményeinek rövid összefoglalása, Elemér Oszkár írói néven, Budapest, 1896.
- Kulturális elmaradottságunk okairól – Politzer, Budapest, 1905, 30 o. (A huszadik század könyvtára; 13.)
- A demokrácia jövője – Deutsch Zsigmond Könyvkereskedése, Budapest, 1906, 35 o.
- Új Magyarország felé – Beszélgetések a szocializmusról – Deutsch Zsigmond Könyvkereskedése, Budapest, 1907, 188 o.
- A történelmi materializmus állambölcselete. – Grill Károly Könyvkiadóvállalata, Budapest, 1908, 186 o. (Társadalomtudományi Könyvtár; 3.) – Hozzáférés ideje: 2012. november 20.
- Mi a szociológia? – Deutsch Zsigmond és Társa Könyvkereskedése, Budapest, 1908. 66 o. (Természet és társadalom sorozat) – Hozzáférés ideje: 2012. november 20.
- Művészet és erkölcs – Grill Károly Könyvkiadóvállalata, Budapest, 1908, 468 o. (Társadalomtudományi Könyvtár) – Hozzáférés ideje: 2012. november 20.
- Kormányzóságom története: utópia Henry George gazdasági rendszere alapján – Athenaeum, Budapest, 1912, 131 o.
- A nemzeti államok kialakulása és a nemzetiségi kérdés – Grill Károly Könyvkiadóvállalata, Budapest, 1912, 566 o. – (Társadalomtudományi Könyvtár. Új sorozat; 24) – Hozzáférés ideje: 2012. november 20.
- A szabadgondolkodás lényege és alapelvei – Mi a programunk? – Szabadgondolkodók Selmecbányai Köre, Selmecbánya. 1912, 17 o. – Hozzáférés ideje: 2012. november 20.
- Mi a radikalizmus? – Az Országos Radikális Párt Kiadása, Budapest, 1918, 20 o. – Hozzáférés ideje: 2012. november 20.
- Magyarország jövője és a dunai egyesült államok – Az új Magyarország Részvénytársaság, Budapest, 1918, 128 o. – (A Morarchia jövője című munka második kiadása) – Hozzáférés ideje: 2012. november 20.
- Múlt és jövő határán – Pallas, Budapest, 1918, 246 o.
- Jászi Oszkár publicisztikája (Válogatás) – Válogatta, szerkesztette és a jegyzeteket készítette Litván György és Varga F. János – Magvető Kiadó, Budapest, 1982, 590 o. – ISBN 963-271-150-5 – Hozzáférés ideje: 2012. november 20.
- Marxizmus vagy liberális szocializmus – Szerkesztette és bevezetéssel ellátta Kende Péter – Dialogus Européens, Paris, 1983, 223 o. (Magyar Füzetek könyvei; 6).
- A Habsburg-monarchia felbomlása – Gondolat Kiadó, Budapest, 1983, 597 o. – ISBN 963-281-217-4
- A Monarchia jövője – A dualizmus bukása és a dunai egyesült államok – Maecenas, Budapest, 1988 – ISBN 963 292 054 6 – Hozzáférés ideje: 2012. november 20.
- A kommunizmus kilátástalansága és a szocializmus reformációja – válogatás politikaelméleti írásaiból – Szerkesztette Gyurgyák János és Kövér Szilárd – Héttorony Kiadó, Budapest, 1989. 343 o. – (Századvég füzetek; 1) – ISBN 963-02-6195-2
- Magyar kálvária, magyar föltámadás: a két forradalom értelme, jelentősége és tanulságai – Magyar Hírlap könyvek, Budapest, 1989, 253 o. – ISBN 963-026-465-X.
- Duna-völgyi barátságok és viták – Jászi Oszkár közép-európai dossziéja – összeállította, a bevezetőt írta és a jegyzeteket készítette Litván György és Szarka László – Gondolat Kiadó, Budapest, 1991, 283 o. (Regio könyvek) – ISBN 963-282-264-1
- Magyar kálvária, magyar föltámadás : A két forradalom értelme, jelentősége és tanulságai. München : Aurora, 1969, 178 p.
- Előadása a Martinovics szabadkőműves páholyban, 1947-ből Archiválva 2008. május 15-i dátummal a Wayback Machine-ben – Magyarországi Szabadkőműves Egyesület – Hozzáférés ideje: 2012. november 25.
- The dissolution of the Habsburg Monarchy – Univ. of Chicago Press, Chicago, 1929, XXIV, 488 o.
- Revolution and counter-revolution in Hungary – Howard Fertig, New York, 1969, 239 o. (az 1924-es londoni kiadás reprintje)
- Európai Egyesült Államok; ford. Strausz Erzsébet; Magyarországi Európa Társaság, Bp., 2006 (Európai mestermunkák)